# Agricultura marroquina

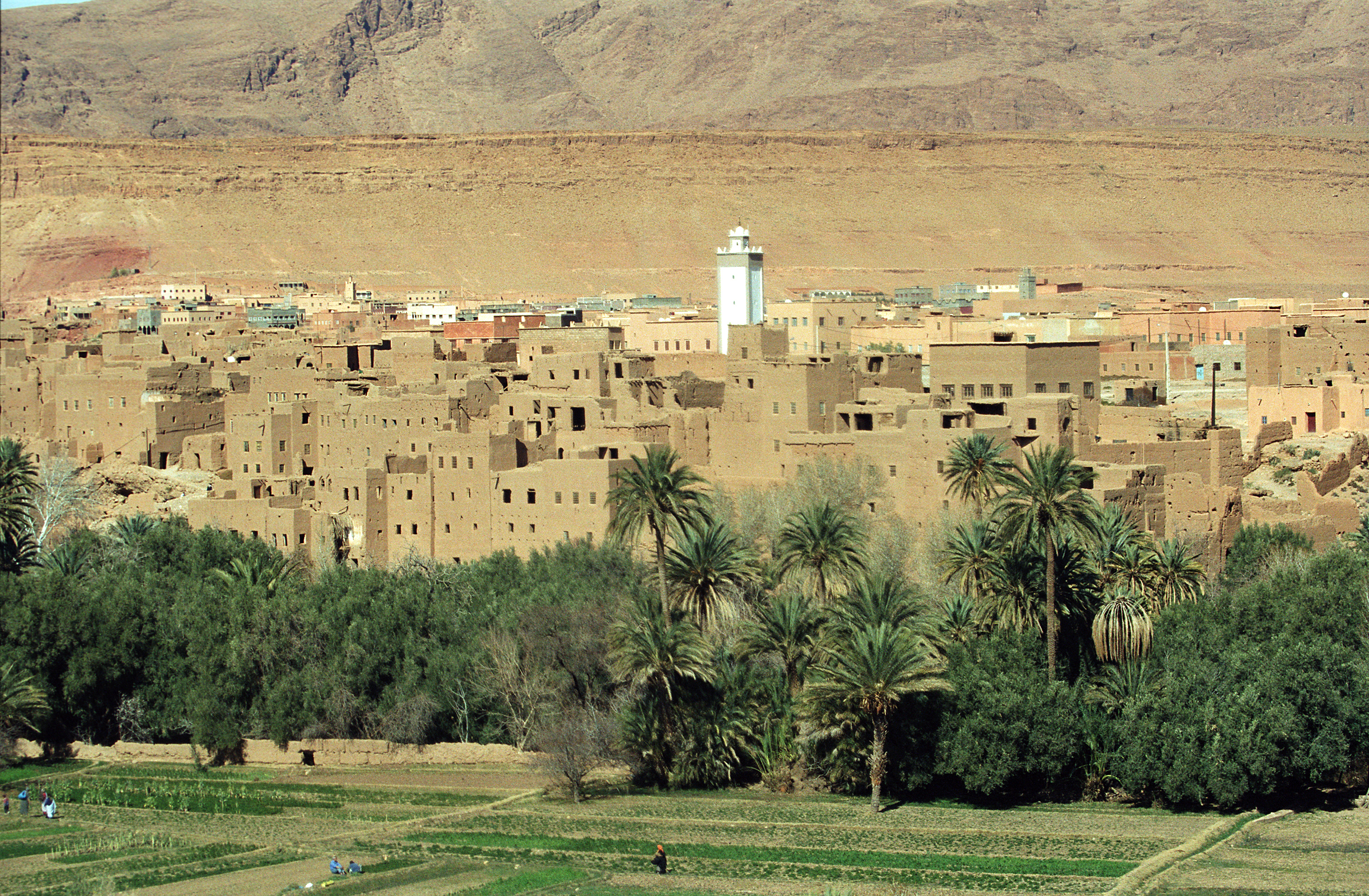
Alt Atles, Boumalne du Dades.

L'agricultura del Marroc ocupa el 40% de la població activa marroquina, sent així l'ocupador principal del país. A les seccions plujoses del nord-oest, es pot fer créixer ordi, blat i altres cereals sense necessitat d'irrigació. A la costa atlàntica, on hi ha grans planes, s'hi planten olives, cítrics i vinyes, amb pous artesans com a principals proporcionadors d'aigua. Dels boscs se n'extreu suro, fusta, i altres materials per la construcció. Part de la població de la costa practica la pesca de subsistència. Agadir, Essaouira, El Jadida, i Larache són els principals ports pescadors.
La producció agrícola marroquina també consisteix en taronges, tomàquets, patates, olives i oli d'oliva. Els productes agrícoles d'alta qualitat s'acostumen a exportar cap a Europa. El Marroc produeix prou menjar per la consumpció domèstica excepte pels grans, sucre, cafè i te. Més del 40% del consum de grans i farina del Marroc s'importa dels Estats Units i França.
El Marroc també produeix una quantitat significativa de haixix il·lícit. És el principal exportador mundial d'aquesta droga, bona part del qual s'envia cap a l'Europa occidental. El comerç de drogues està creixent malgrat s'han fet diverses campanyes per a erradicar-lo.
L'agricultura marroquina té problemes estructurals profunds, i és molt sensible a fluctuacions climàtiques i a pressions del mercat. El sector representa aproximadament el 15% del PIB del Marroc, i ocupa gairebé la meitat de la població. El 70% de la gent pobra viu en àrees rurals, que causa un èxode rural massiu cap a les ciutats o la Unió Europea.
La indústria agrícola del Marroc tenia una exempció fiscal completa fins al 2013. Molts crítics marroquins deien que els productors rics tenien massa avantatges en no pagar impostos, i que els productors més pobres tenien problemes amb els costs elevats i tenien poc suport de l'Estat. El 2014, dins de la Llei de Finances, es va decidir que les companyies agrícoles amb una facturació superior als 5 milions de dírhams pagarien de forma progressiva l'impost sobre el benefici de les societats.

## Productes principals

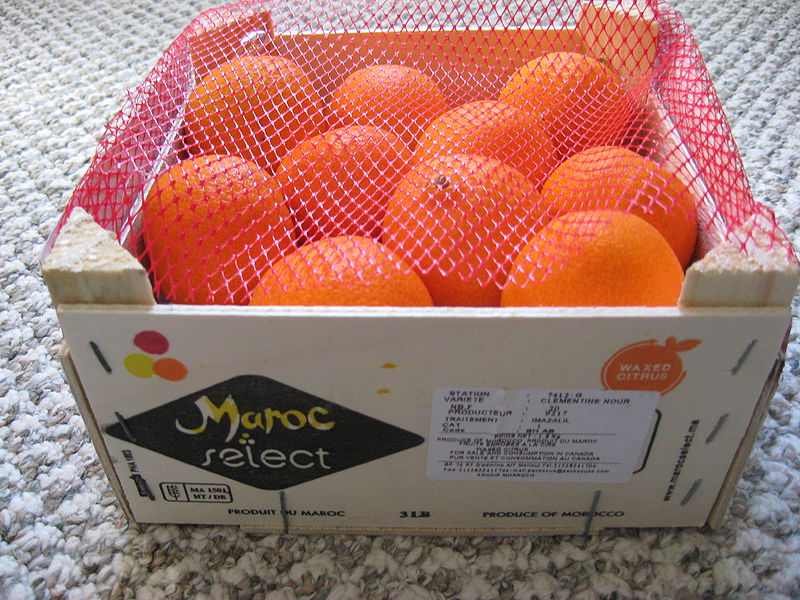
Caixa amb clementines del Marroc.

A continuació hi ha una taula amb la producció agrícola del Marroc segons l'Organització de les Nacions Unides per a l'Agricultura i l'Alimentació (FAO) l'any 2009:
| Número                                                                                                 | Bé                                  | Valor (en $1000) | Producció (en tones) | Posició a nivell mundial | Valor a nivell mundial |
| --- | ----------------------------------- | ---------------- | -------------------- | ------------------------ | ---------------------- |
| 1 | Blat                                | 939,150          | 6,400,000            | 19                       | 17                     |
| 2 | Carn de gallina                     | 635,889          | 446,424              | NA                       | NA                     |
| 3 | Olives                              | 616,541          | 770,000              | 6                        | 6                      |
| 4 | Tomàquets                           | 480,433          | 1,300,000            | 17                       | 17                     |
| 5 | Carn bovina                         | 433,257          | 160,384              | NA                       | NA                     |
| 6 | Llet de vaca                        | 409,566          | 1,750,000            | NA                       | NA                     |
| 7 | Ordi                                | 389,709          | 3,800,000            | 12                       | 7                      |
| 8 | Carn d'ovella                       | 325,935          | 119,706              | NA                       | NA                     |
| 9 | Ametlles, amb closca                | 307,240          | 104,115              | 5                        | 5                      |
| 10 | Taronges                            | 231,910          | 1,200,000            | 14                       | 14                     |
| 11 | Patates                             | 230,032          | 1,500,000            | NA                       | NA                     |
| 12 | Ous de gallina                      | 221,668          | 267,267              | NA                       | NA                     |
| 13 | Mongetes                            | 173,716          | 182,180              | 3                        | 3                      |
| 14 | Raïm                                | 171,485          | 300,000              | NA                       | NA                     |
| 15 | Pomes                               | 169,166          | 400,000              | NA                       | NA                     |
| 16 | Maduixes                            | 168,627          | 124,239              | 11                       | 11                     |
| 17 | Cebes, seques                       | 136,521          | 650,000              | 23                       | 23                     |
| 18 | Altres melons (p.ex. cantalups)     | 134,386          | 730,000              | 8                        | 8                      |
| 19 | Tangerines, mandarines, clementines | 128,945          | 522,000              | 12                       | 12                     |
| 20 | Anís, badiana, fonoll, coriandre    | 127,126          | 23,000               | 7                        | 7                      |
| Font: Dades del 2009 de l'Organització de les Nacions Unides per a l'Agricultura i l'Alimentació (FAO) |                                     |                  |                      |                          |                        |